# Micromacromia
Micromacromia is een geslacht van libellen (Odonata) uit de familie van de korenbouten (Libellulidae).

## Soorten
Micromacromia omvat 4 soorten:
- Micromacromia camerunica Karsch, 1890
- Micromacromia flava (Longfield, 1947)
- Micromacromia miraculosa (Förster, 1906)
- Micromacromia zygoptera (Ris, 1909)